# Babilonia Music
Babilonia Music es un sello discográfico mexicano que es distribuido por Sony Music en México. El sello fue fundado en el año 2004 en la ciudad de Santa Catarina, Nuevo León, México, por Babo y Rowan Rabiaque se encarga de producir a los artistas dentro del género del hip hop para una mayor distribución.

## Historia
Fue formada en el año 2004, para la producción de su segundo disco el grupo funda "Casa Babilonia Records" que gracias al acuerdo con Sony BMG se convierte oficialmente en la disquera de Cartel de Santa.
Fundada principalmente para apoyar a los raperos que fueran empezando con su carrera debido a la falta de interés de las disqueras hacia el género hip hop/rap.

## Artistas
Artistas de Babilonia Music, S.A de C.V.
- Cártel de Santa (2004-presente)
- Bicho Ramírez (2008-presente)
- Santa Estilo (2016-presente)
- Barbarela (2019-presente)
- Richard Ahumada (2019-presente)
- Pablito Calavera (2020-presente)
- Jijo e7 (2021-presente)

### Exartistas
Mr pomel (2004-2023)
- Mery Dee (2004-2013)
- Vida Baja (2010-2011)
- W.corona (2010-2014)
- Big Man (2010-2016)
- Patan (2010-2016)
- Draw (2014-2016)
- Ezo Quintero (2016-2017)
- dharius (1999-2013)
- Millonario (2010-2024)